# Видеофотоаппарат

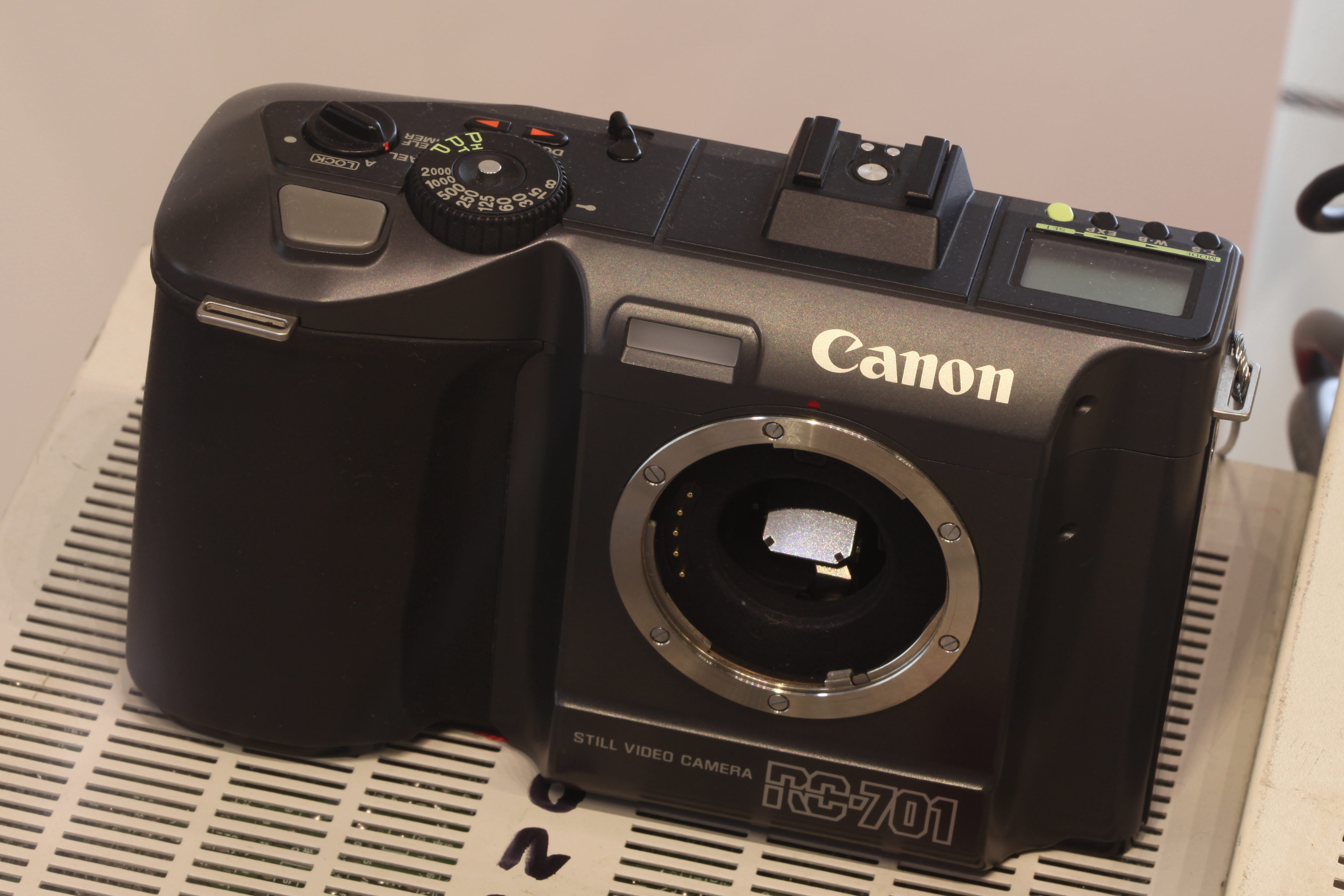
Зеркальный видеофотоаппарат Canon RC-701. Серийное производство начато в 1986 году

Видеофотоаппарат (англ. Still Video Camera, SV-camera) — бесплёночный фотоаппарат, предназначенный для съёмки неподвижных изображений и их сохранения методами аналоговой видеозаписи. Создание и совершенствование видеофотоаппаратов в первой половине 1980-х годов предшествовало появлению цифровых фотоаппаратов, основанных на цифровых методах хранения данных. Наиболее известные модели таких электронных камер — Sony Mavica, Canon RC-701, Fujix ES-20 и Nikon QV-1000C.

## Технические особенности
Устройство видеофотоаппаратов близко к компактным видеокамерам с той разницей, что в большинстве случаев для записи изображения использовались не видеокассеты, а двухдюймовые видеодискеты наиболее распространённого формата Floppy Video (Mavipack). При этом использовались стандарты цветного телевидения NTSC или PAL, а изображение состояло из одного или двух полукадров чересстрочной развёртки, каждый из которых записывался на отдельной дорожке диска. В «кадровом» режиме записывались оба поля на двух дорожках, а в «полукадровом» — только одно, обеспечивая пониженное разрешение. Ёмкость диска составляла 25 целых кадров или 50 полукадров. При воспроизведении диск вращался с кадровой частотой использованного телевизионного стандарта, формируя видеосигнал, пригодный для просмотра на видеомониторе. В состав расширенной системы входили отдельные устройства для воспроизведения дисков, телефонные адаптеры и фотопринтеры, позволяющие делать отпечатки на цветной термобумаге.

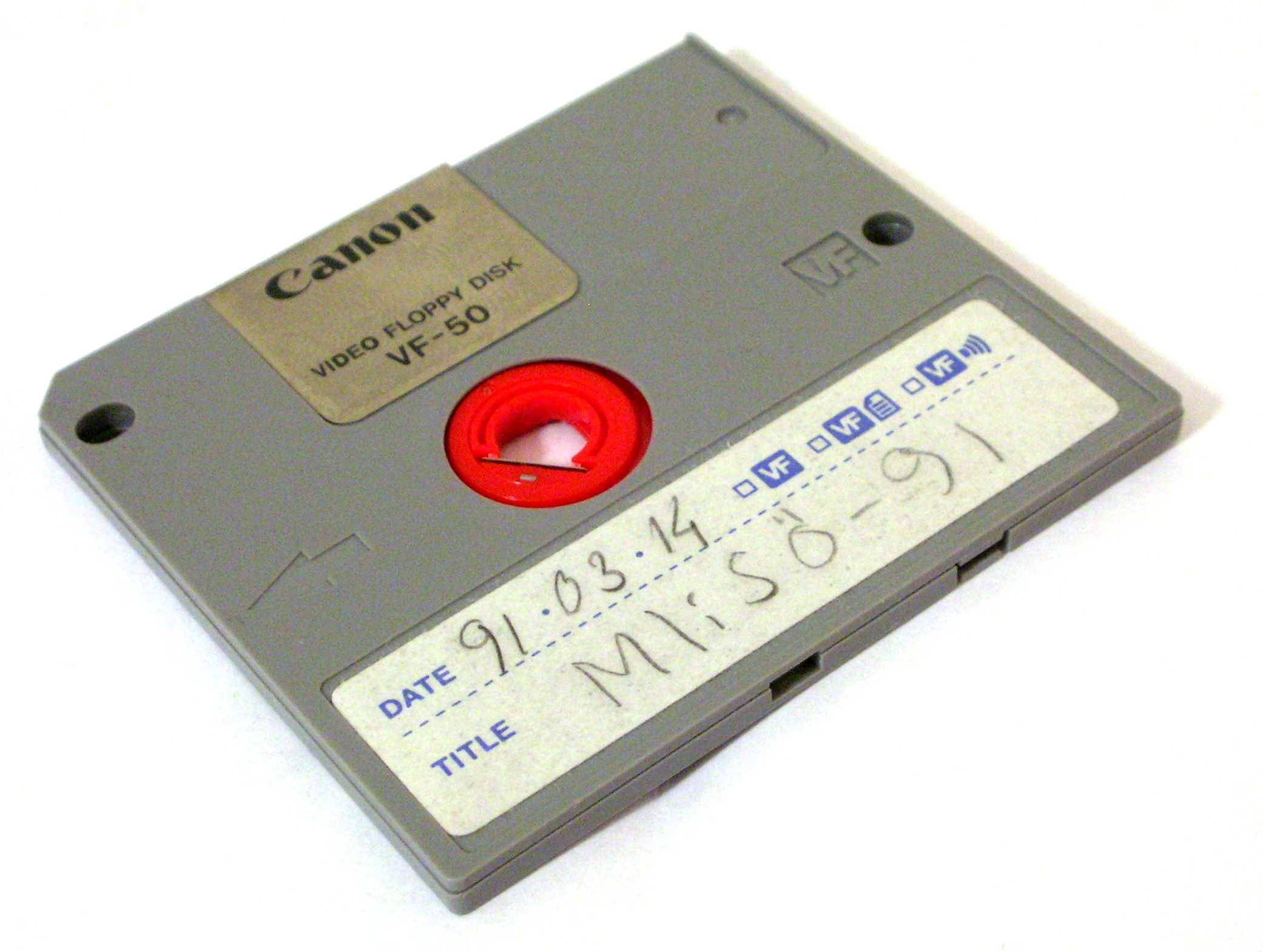
Видеодискета Canon VF-50

Появление нового класса фототехники стало прорывом, открывшим эру электронной фотожурналистики, которая пришла на смену технологии фототелеграфа, использовавшегося новостными агентствами с 1935 года. Снимки, сделанные прототипом видеофотоаппарата Canon RC-701, впервые отправлены на расстояние во время Олимпиады в Лос-Анджелесе в 1984 году. Корреспондент ежедневной японской газеты Yomiuri Shimbun передавал в редакцию фотографии соревнований сразу после съёмки. Для этого был использован специально разработанный аналоговый трансмиттер, передающий снимок по телефонной линии за 30 минут. Это экономило время, необходимое для проявки при использовании фотоплёнки. В дальнейшем скорость передачи была увеличена: в 1987 году газете USA Today требовалось всего 12 минут, чтобы получить фотографии из другого штата. Снимок Джорджа Буша, приносящего присягу после избрания президентом США в январе 1989 года, появился в редакциях ведущих газет через 45 секунд благодаря видеофотоаппарату Nikon QV-1000C. В результате агентство Ассошиэйтед Пресс, осуществившее свою первую онлайн-трансляцию фотографий, почти на полчаса опередило конкурентов.
Принципиальным недостатком видеофотоаппаратов было накопление искажений при перезаписи и обработке аналогового сигнала, приводившее к снижению качества. Кроме того, использование технологий телевидения стандартной чёткости ограничивало разрешающую способность доступными на тот момент стандартами разложения. Максимально достижимым было разрешение 0,4 мегапикселя, недостаточное даже для газетных фотографий. Для загрузки снимков в компьютер требовалась плата видеозахвата, как при оцифровке обычной видеозаписи. В результате, сфера применения этого класса устройств была исключительно прикладной, когда требовалось быстрое воспроизведение или передача изображений. Распространение и удешевление персональных компьютеров в дальнейшем привело к вытеснению видеофотоаппаратов цифровыми, передача и обработка изображения которых происходит без каких-либо потерь, а разрешающая способность не ограничена форматом носителя.